# Coilometopia costalis
Coilometopia costalis är en tvåvingeart som beskrevs av Friedrich Georg Hendel 1911. Coilometopia costalis ingår i släktet Coilometopia och familjen Richardiidae. Inga underarter finns listade i Catalogue of Life.